# Mister Dynamit
Die monatlich erscheinende Taschenbuchserie Mister Dynamit von C. H. Guenter erschien von 1965 bis 1992 im Erich Pabel Verlag. Ab 1999 erschienen einige bis dahin unveröffentlichte Romane im Oerindur Verlag, Steyr, als Sammlerausgaben.
Bob (Robert) Urban, genannt  Mister Dynamit, ist ein schlagkräftiger Agent im deutschen Bundesnachrichtendienst und erlebt in den Romanen mehr als 300 Abenteuer. Der Agent mit der Agentennummer 18 ist zwischen 180 und 187 cm groß, hat braunes Haar und graue Augen. Er lächelt immer, aufgrund einer angeborenen Muskelverkürzung im Gesicht. Urban wohnt in einem Penthouse in Schwabing. Er studierte Hochfrequenztechnik und Maschinenbau und promovierte zum Thema Halbleitertechnik. Bei der Bundeswehr stieg er bis zum Rang des Majors auf und heuerte anschließend beim BND an. Am Anfang der Serie bewegte Urban sich mit einem Porsche, den er gegen einen Mercedes 300SL und später gegen verschiedene BMWs eintauscht.

## Auflagen
Mitte der 80er Jahre betrug die Auflage zwischen 120.000 und 200.000 Exemplaren. Viele Titel erschienen schon früh erneut als sogenannte Erfolgsnachdrucke mit eigener Buchnummer. Übersetzungen erfolgten für die USA, Frankreich, Italien und Brasilien.

## Verfilmung
- Mister Dynamit – Morgen küßt Euch der Tod (1967) mit Lex Barker und Maria Perschy nach dem gleichnamigen Pabel-Roman Nr. 212, dem ersten Mister-Dynamit-Roman. Weitere Mister-Dynamit-Filme waren geplant, aber da Lex Barker seine Gage am Film erst einklagen musste, zeigte er kein Interesse mehr an Fortsetzungen.